# Bergia auriculata
Bergia auriculata là một loài thực vật có hoa trong họ Elatinaceae. Loài này được G.J.Leach mô tả khoa học đầu tiên năm 1989.